# Longyearbyen
Longyearbyen is de grootste nederzetting op het eiland Spitsbergen. Ze ligt aan de Adventfjord. Longyearbyen ligt op 78 graden noorderbreedte en wordt beschouwd als de noordelijkste plaats met meer dan 1000 inwoners ter wereld. In 2007 telde Longyearbyen ongeveer 2075 inwoners.
De plaats heeft naast een in gebruik zijnde kolenmijn (mijn 7) een heel scala aan verdere faciliteiten. Zo is er de noordelijkste krant (Svalbardposten), de noordelijkste camping, een ziekenhuis, een kerk, een internationale luchthaven en een afdeling van een Noorse universiteit; UNIS (Universitetssenteret på Svalbard, Universiteitscentrum van Spitsbergen) waar arctische studies kunnen worden gedaan. Ook het Svalbard Museum is er gevestigd.
De gouverneur van Spitsbergen (de sysselmann) zetelt in deze plaats.
De bevolking van Longyearbyen is vrij divers. Het overgrote deel is Noors, maar er zijn verder meer dan 20 nationaliteiten vertegenwoordigd. Hieronder zijn ook Thai, die voornamelijk werken in de horeca.
In een berg in de buurt van de plaats bevindt zich de Wereldzaadbank voor voedselgewassen.

## Geschiedenis
De plaats vond zijn oorsprong toen John Munroe Longyear, eigenaar van de Arctic Coal Company uit Boston, hier in 1906 een nederzetting stichtte voor het huisvesten van de arbeiders in de steenkoolmijnen. De nederzetting werd Longyear City genoemd, in het Noors werd dat Longyearbyen. Longyear opende tevens de eerste mijn.
In 1901 hadden de Noren al de Trondheim-Svalbard Kullkompani opgericht. Deze werd in 1904 verkocht aan de Arctic Coal Company. In 1916 nam het Noorse bedrijf Store Norske Spitsbergen Kullkompani Aktieselskap (kortweg "Store Norske") het bedrijf over.
In 1941 werd de gehele bevolking van 765 Noren en 2000 Russen geëvacueerd na dreiging vanuit nazi-Duitsland. In mei 1942 werd het eiland echter heroverd op de Duitse bezetters in expeditie Fritham. De Duitsers sloegen in september 1943 terug, toen de Duitse slagschepen Tirpitz en Scharnhorst, ondersteund door negen torpedojagers alle nederzettingen op Spitsbergen bombardeerden, waardoor een aantal doden en gewonden viel. Er werden 70 mensen gevangengenomen. In 1944 werd de kleine nederzetting Sveagruva met de grond gelijk gemaakt door saboteurs van een Duitse onderzeeboot. In juli 1945 werd de eerste naoorlogse verbinding met het vasteland van Noorwegen hersteld. De mijnbouw werd in 1946 hersteld en in 1966 werd de zevende mijn geopend. Op het moment is alleen de zevende mijn nog open en haalt Longyearbyen de meeste inkomsten uit toerisme en onderzoek.
Tot in de jaren negentig van de twintigste eeuw werd het leven in Longyearbyen volledig beheerst door de Store Norske. Toen het Noorse parlement in 1925 zich met Spitsbergen bemoeide na de inwerkingtreding van het Spitsbergenverdrag was het de bedoeling dat Spitsbergen een gewone Noorse gemeente zou worden. Het parlement kon het echter niet eens worden of de gemeente bij Finnmark dan wel bij Troms ingedeeld zou worden met als gevolg dat de status onbepaald bleef. In de praktijk betekende dit dat het mijnbedrijf verantwoordelijk was voor de dagelijkse gang van zaken. Feitelijk eindigde dit pas in 1997 toen het dorp een eigen democratisch gekozen raad kreeg met eigen bevoegdheden voor het lokale bestuur.

## Externe links

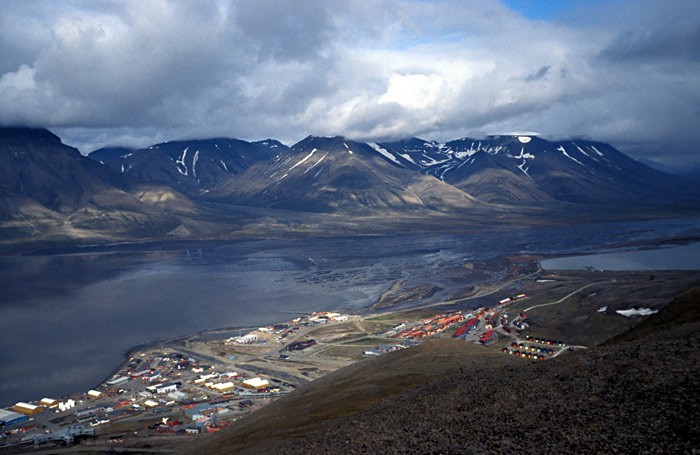
Uitzicht over de stad en omgeving
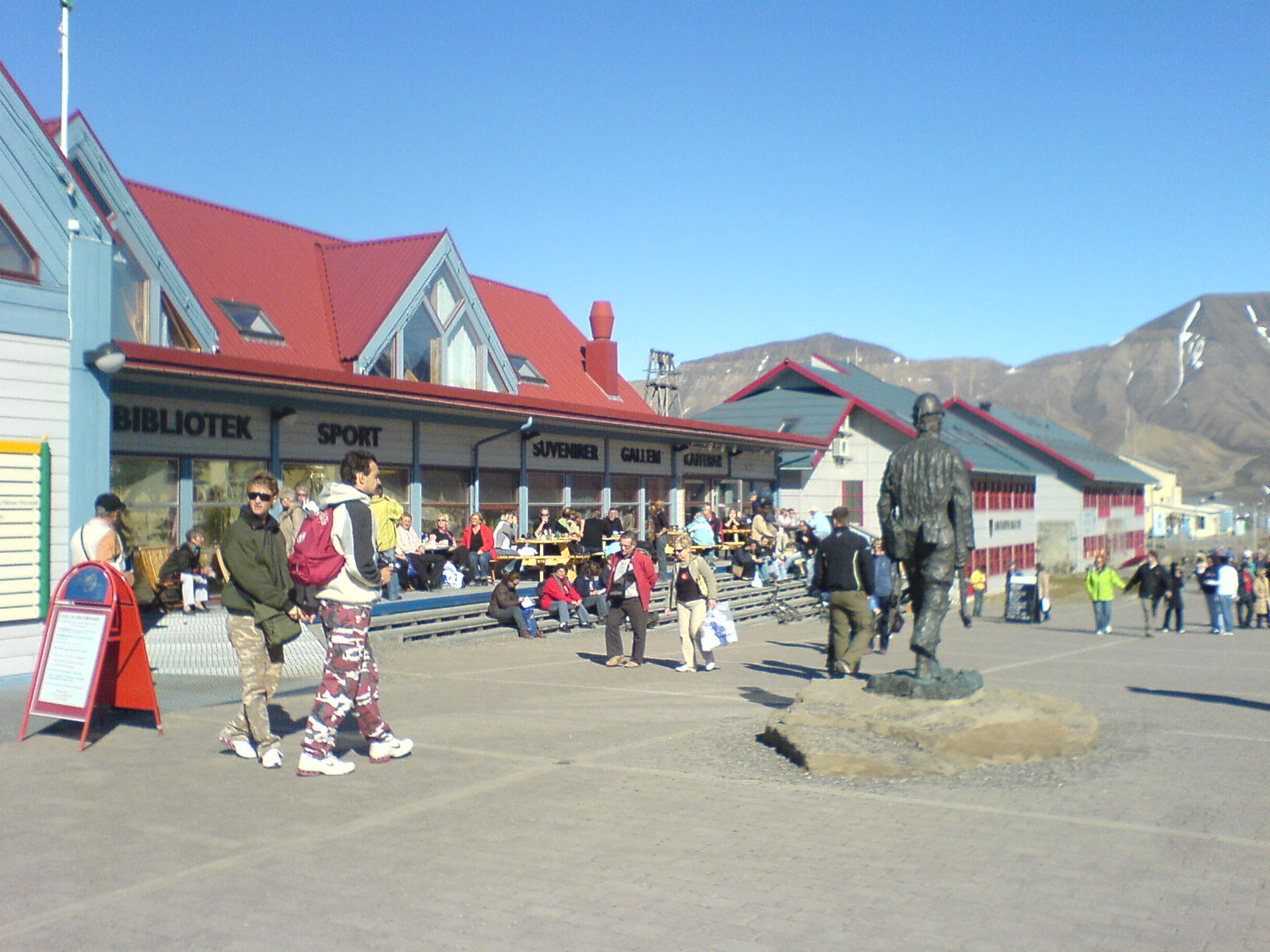
De hoofdstraat
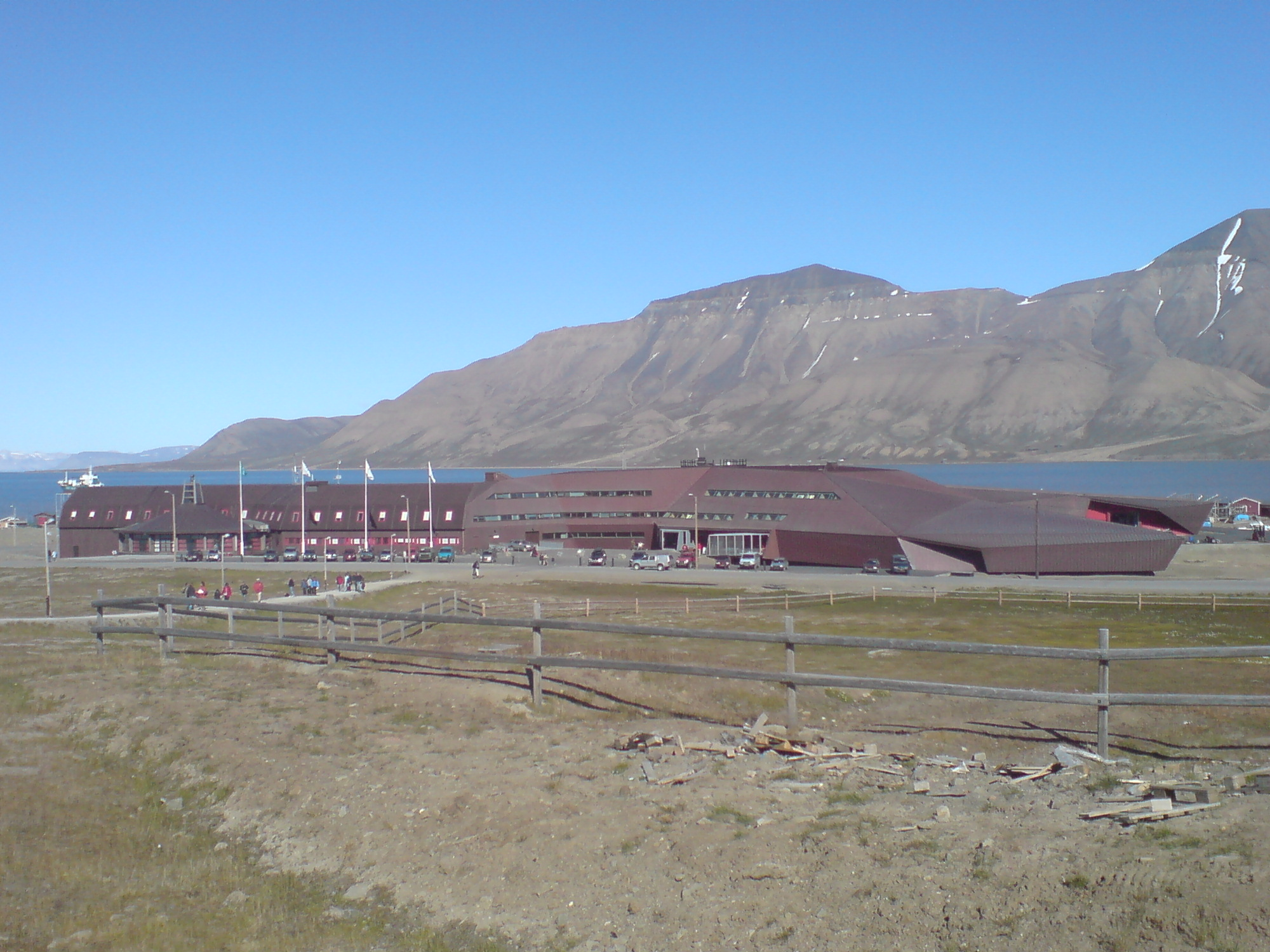
Het Universiteitsgebouw in Longyearbyen (UNIS)
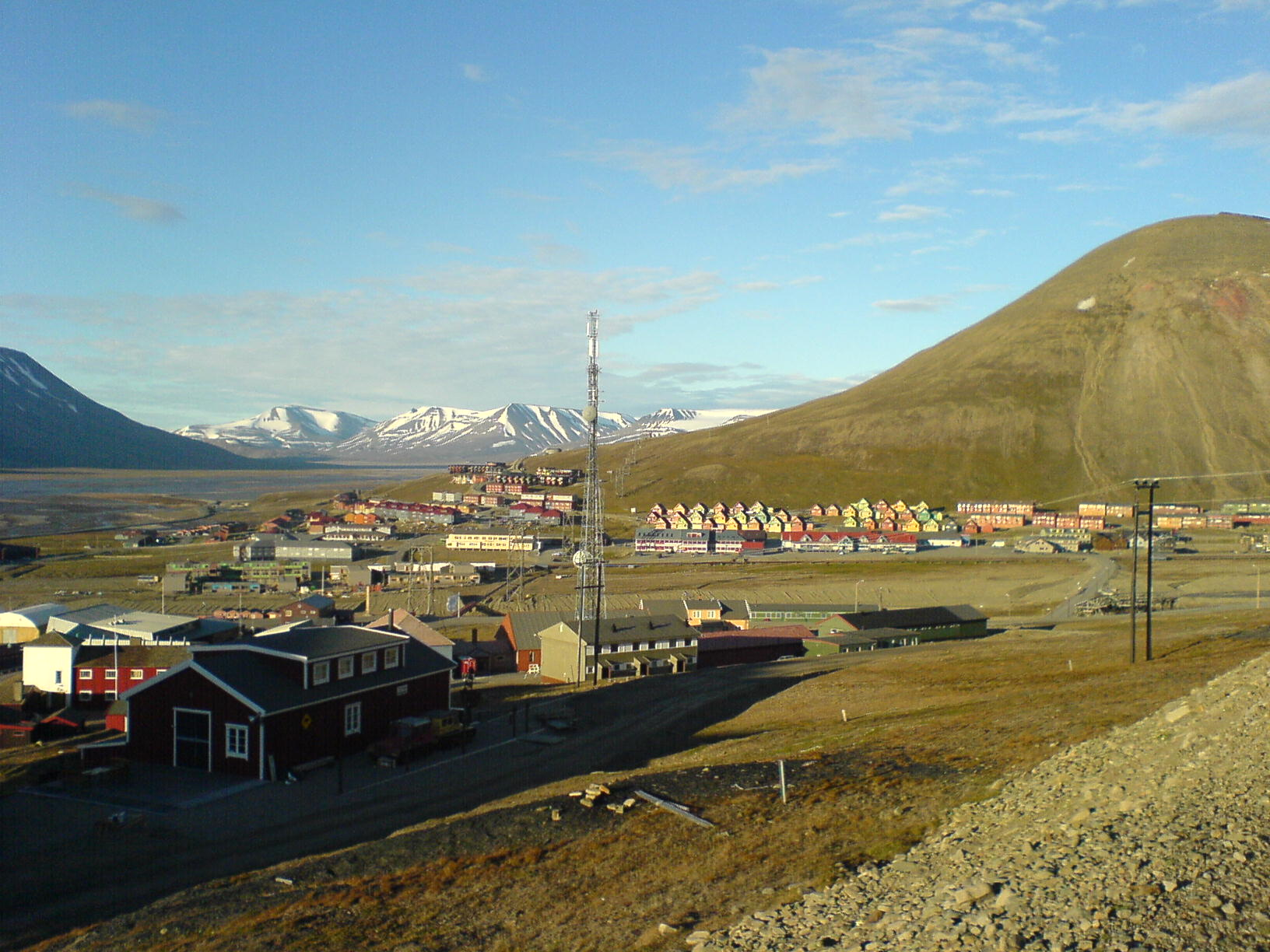
Panorama over de stad
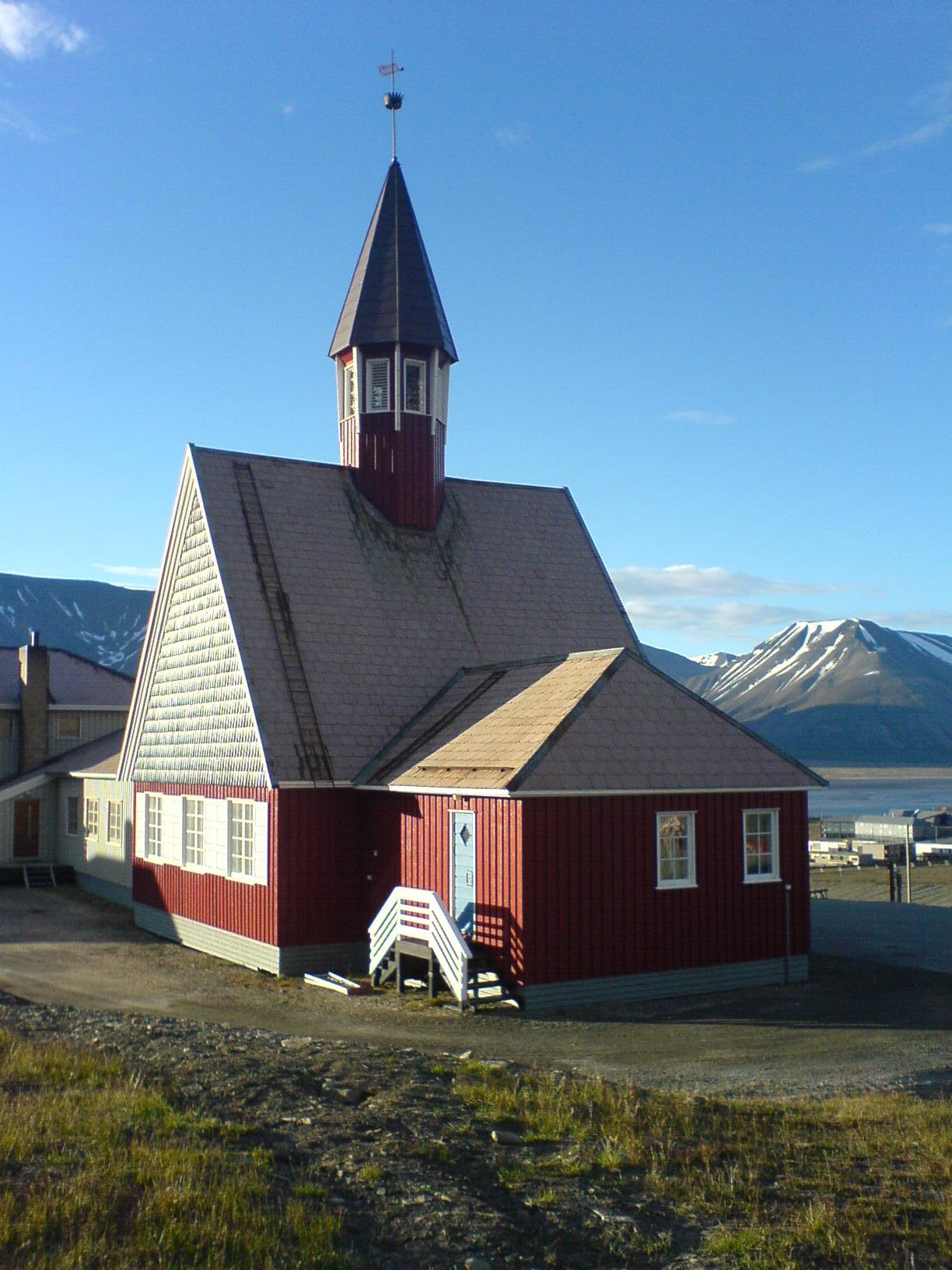
Het kerkje van de stad